# Cecilia Paz
Cecilia Paz (Artigas, 1986) es una profesora de idioma español uruguaya.
Fue galardonada con el Premio Nacional de Maestro de Uruguay y nominada al Premio Global a la Enseñanza, seleccionada entre más de 12 000 postulaciones de educadores de 140 países para ser una de las 50 finalistas.

## Biografía
Es profesora de idioma español y trabaja en el único liceo ubicado en el barrio de Pintadito en la ciudad de Artigas del departamento homónimo, una zona desfavorecida, donde debido a la zafra laboral, muchos abandonan los estudios tempranamente.
Trabajó en el Proyecto Pintagüita. En el mismo, mediante la modalidad ABP, a los estudiantes de tercer año de Ciclo Básico (entre 14 y 16 años) se les alentó a estudiar qué problemáticas había en la zona, determinando que la mayoría carecía de agua potable. De esta forma surgió un proyecto multidisciplinario junto a docentes de otras áreas (geografía, biología, etc) que tuvo dos etapas. En la primera, se realizaron los estudios preliminares (búsqueda de información, encuestas, etc) y en la segunda se trabajó sobre la resolución efectiva del problema, lo que llevó a que los estudiantes desarrollaran y produjeran sus propios dispositivos potabilizadores de agua. De esta manera, Cecilia ayuda a "generar ciudadanos globales y estudiantes críticos que quieran mejorar su mundo".
Fue galardonada con el Premio Nacional de Maestros de Uruguay 2019; de la ceremonia participaron los maestros uruguayos Darío Greni y Óscar Washington Tabárez. La segunda galardonada luego de Paz fue la maestra Marcia Hernández.
Cecilia Paz es la primera uruguaya en obtener este galardón. En 2020 fue una de los 50 docentes seleccionados entre más de 12 000 postulaciones de 140 países para ser una de los 50 finalistas del Premio Global a la Enseñanza.